# Circonscription d'Ofa
La circonscription d'Ofa est une des 121 circonscriptions législatives de l'État fédéré des nations, nationalités et peuples du Sud, elle se situe dans la Zone Wolaita. Son représentant actuel est Wanna Wakie Geleso.